# Хон'амі Коецу
Хон'амі Коецу (1558 —27 лютого 1637) — японський художник, кераміст, графік, каліграф кінця періоду Адзуті-Момояма і початку періоду Едо, представник художньої школи Рін. Різні дослідники порівнюють його з Леонардо да Вінчі та Бенвенуто Челліні для Японії за видатну роль у відродженні культурних традицій епохи Хейан.

## Життєпис
Походив з родини полірувальників мечів та військових радників. Дід художника був одним з «військових товаришів» сьогуна Асікаґа Йосімаси. Батько — Хон'амі Кодзі — був фахівцем з мечів на службі клану Маеда. Народився Хон'амі Коецу в 1558 році в Кіото. Замолоду долучився до мистецького життя, полюбляв бувати на виставах театру Но, товаришував з родиною акторів Кандзе. За деякими повідомленнями навіть грав на музичних інструментах на цих виставах. Разом з тим вивчив родинну справу з полірування мечів. Водночас ніколи не перебував на державній службі, був фінансово й особисто незалежною людиною.
Захопився чайною церемонією та створенням посуду для неї. Для цього навчався у даймьо Фурута Орібе, одного з найбільш шанованих знавців японської чайної церемонії. Хон'амі Коецу став його найкращим учнем. Також навчався гончарства у відомого майстра Дон'ю II. Каліграфію вивчав у принца Сонтьо і за роботами видатного китайського каліграфа Ван Січжи.
Товаришував з відомим художником Таварая Сотацу, з яким створив численні роботи. Деякі дослідники вважають, що Хон'амі Коецу був його коханцем. Отримав від сьогуна Токуґава Іеясу місцину такагаміне (на північний захід від Кіото), де у 1615 році започаткував Товариство митців, яке отримало назву за маєтком Коецумура, яке в подальшому переросло у поселення митців. Дослідники до тепер сперечаються щодо напрямку його діяльності: суто мистецьке, мистецько-релігійне або суто релігійне (прихильність до секти Нітірен-сю).
У міру того, як він ставав старше, Коецу надавав перевагу більш усамітненому життю в храмах, садах і чайних кімнатах Такагаміна. Помер у 1637 році. Справу створення кераміки продовжив названий син Хон'амі Кьоса.

## Творчість
У живописі Хон'амі Коецу відбилися естетичні концепції періоду Хейан, але в нових формах. Художник поєднав їх з традиціями культури Момоями. Значну частину картин створив спільно з Таварая Сотацу (з ним став співзасновником школи Рін). Відомими доробками їх співпраці є сувої живопису «Олені», «Тисяча журавлів», «Лотоси», «Плющ». Поєднання скоропису ієрогліфічного тексту і зображення, їх ритмічна і колірна гармонія формували художній простір картини, головною властивістю якого була наповненість поетичним почуттям не тільки листя, гілок плюща, квітів лотосів, а й передача духу класичної поезії. Розкутість і свобода створюється розімкненням простору сувою, детальним зображенням птахів, що летять. Журавлі в польоті проносяться перед поглядом глядача, який бачить їхні силуети, що раптово з'являються, потім птахів, які стрімко летять і зникають за краєм сувою.
Створював кераміку раку, змінивши традиційний зовнішній вид цього посуду, придавши вигляд чаші. Найвідомішою керамічним витвором є чаша під назвою «Фудзі-сан» у стилі юген, яку віднесено до Національних скарбів Японії. Чашку названо на честь священної гори Фудзі. Вона втілює неповторність миті і природність подібну ранковому лугу, який ще оглядає останній сон під м'якою ковдрою туману. Форма, колір, фактура поверхні — все повинно було народжувати асоціації, надихати на співтворчість разом з майстром людини, що тримає в руках цю чашку. Іншими відомими чашками є «Мінеюкі», «Акісаме», «Отогодзьо».
Також був одним з найбільших каліграфів свого періоду, натхненний каліграфією періоду Хейян. Є автором численних робіт у класичному стилі, але водночас розробив власний стиль каліграфії, розвиваючи стиль ває. Разом з Коное Нобутада і Сьокадо Сьодзьо став одним з «санпіцу кан'ей» («Трьох пензлів[ери] Кан'ей»). З 1604 року виконував роботи для книг (переважно п'єси), що видавав відомий торговець Сумінокура Соан. Згодом Коецу став співвидавцем останнього. Особисто каліграфічно переписав твори «Ісе моноґатарі» і «Ходзьокі» на спеціально створеному папері, прикрасивши власними малюнками в стилі епохи Хейан.
Крім того, був новатором у лакуванні та шліфуванні. Працював у стилях макі-е й хірамакі-е. Він використовував у роботі сплави й поєднання з використанням олова, свинцю та інших неблагородних металів, а також золота та перламутру. Його інноваційно задумана книжкова коробка під назвою «Міст в Сако» (або «Міст човнів») набагато випереджала свій час, використовуючи елементи, які виглядають сучасними навіть сьогодні. Була присвячена відповідному віршу з поетичної антології «Кокін сю». Асиметрична композиція надає динаміку квадратної скриньці, а свинцева основа, покладена їм під лак, створює нерівну фактуру моста і човнів.
Крім того, розробляв лібрето і збирав музику, яка використовувалася для п'єс Но стародавніх японських класиків, які стали важливими культурними явищами. Створював також маски для театру Но.

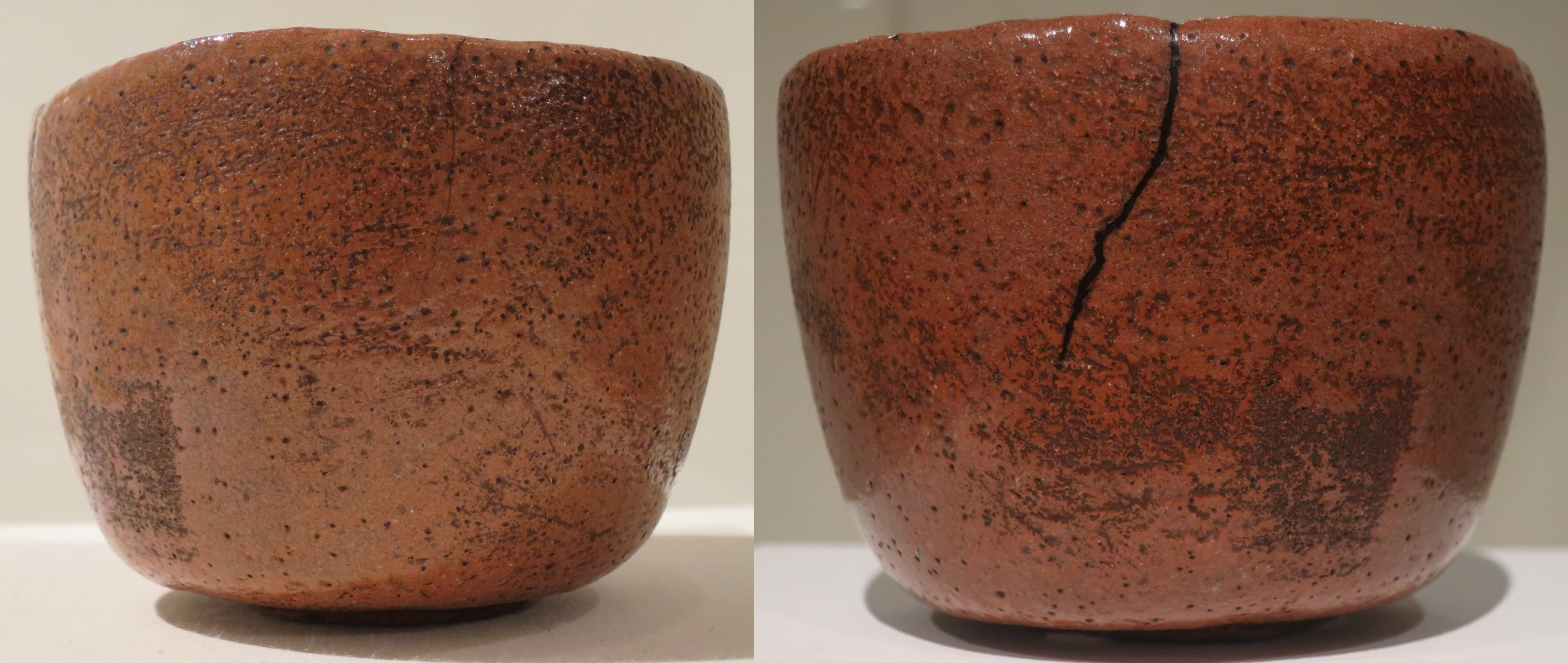
Чайна чаша
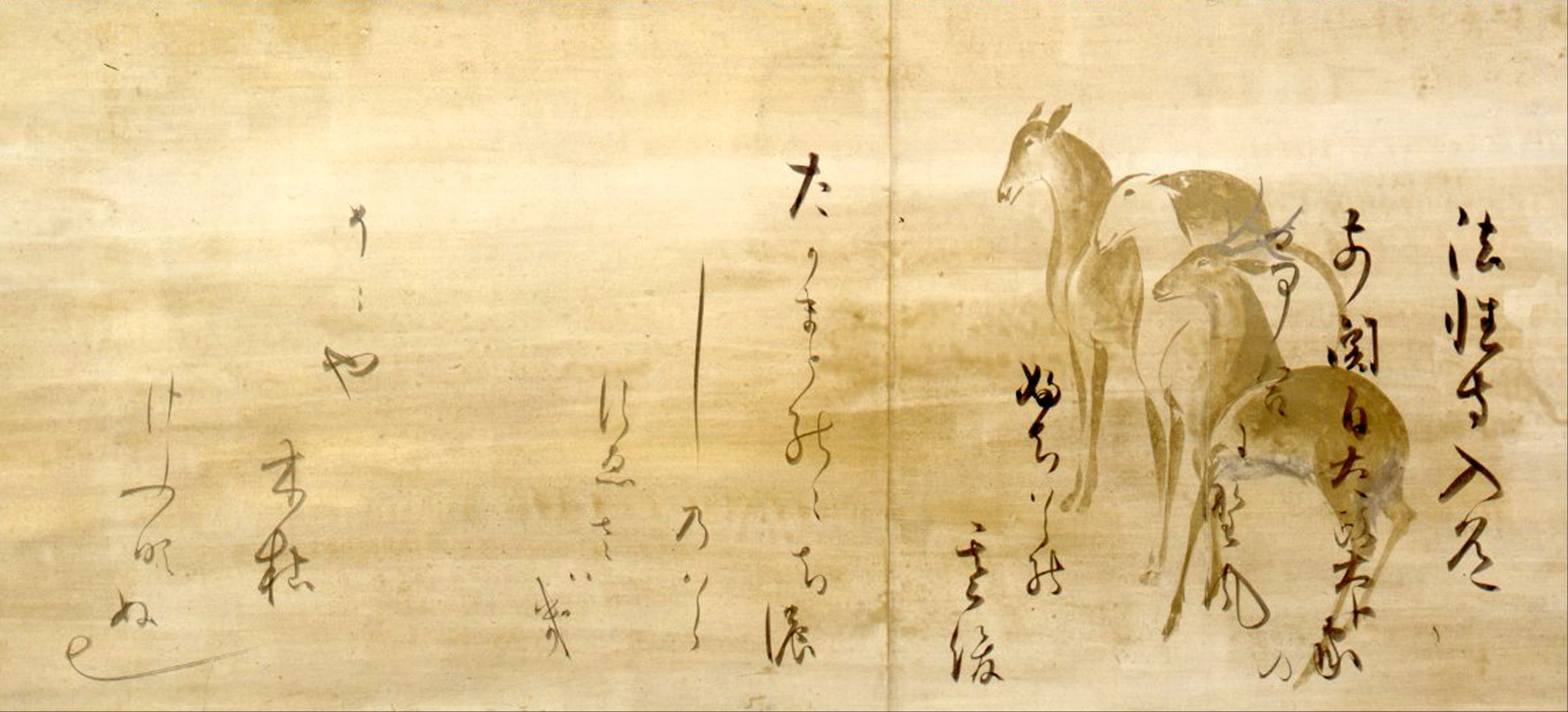
Каліграфія Хон'амі Коецу
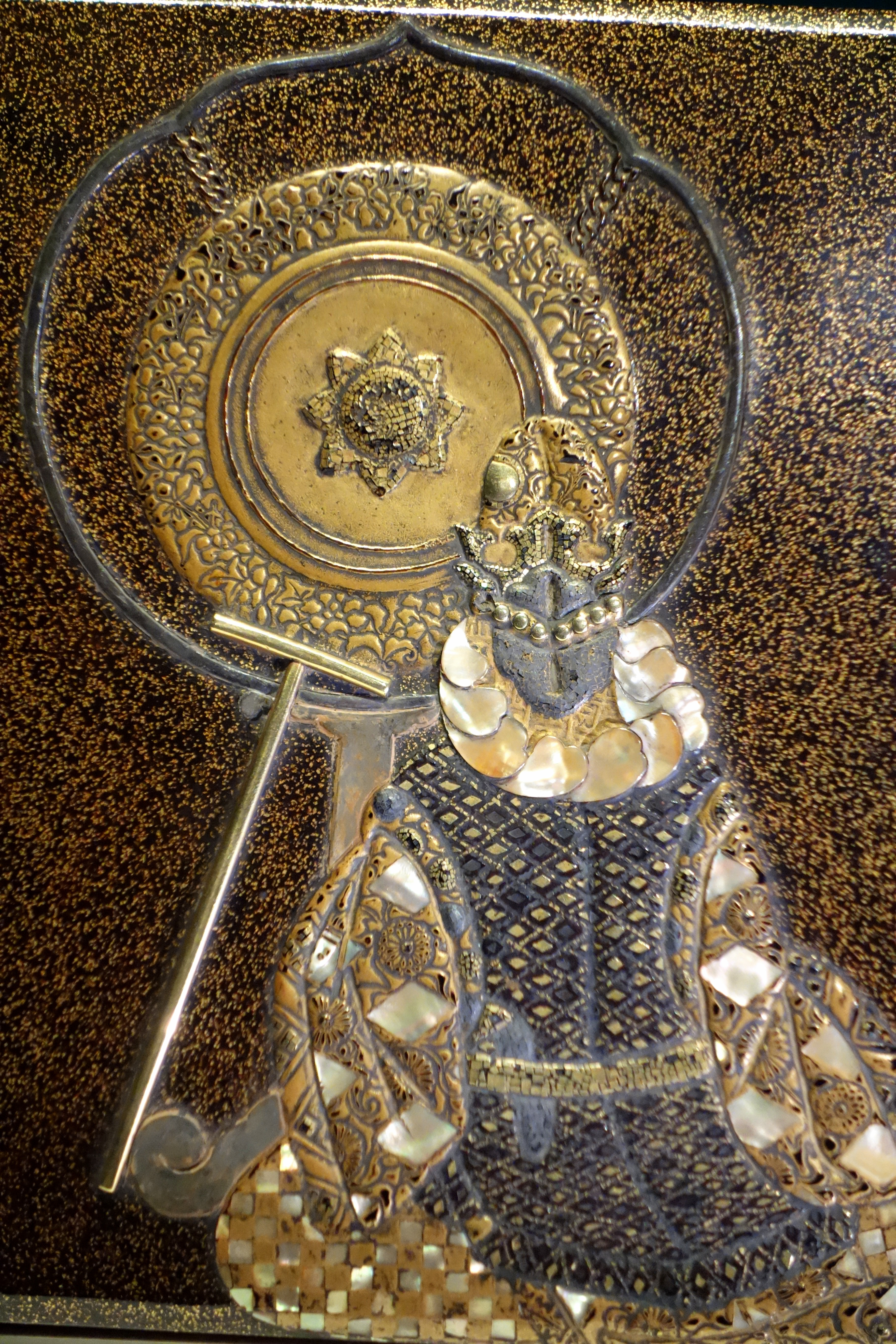
Лакування скриньки для листів
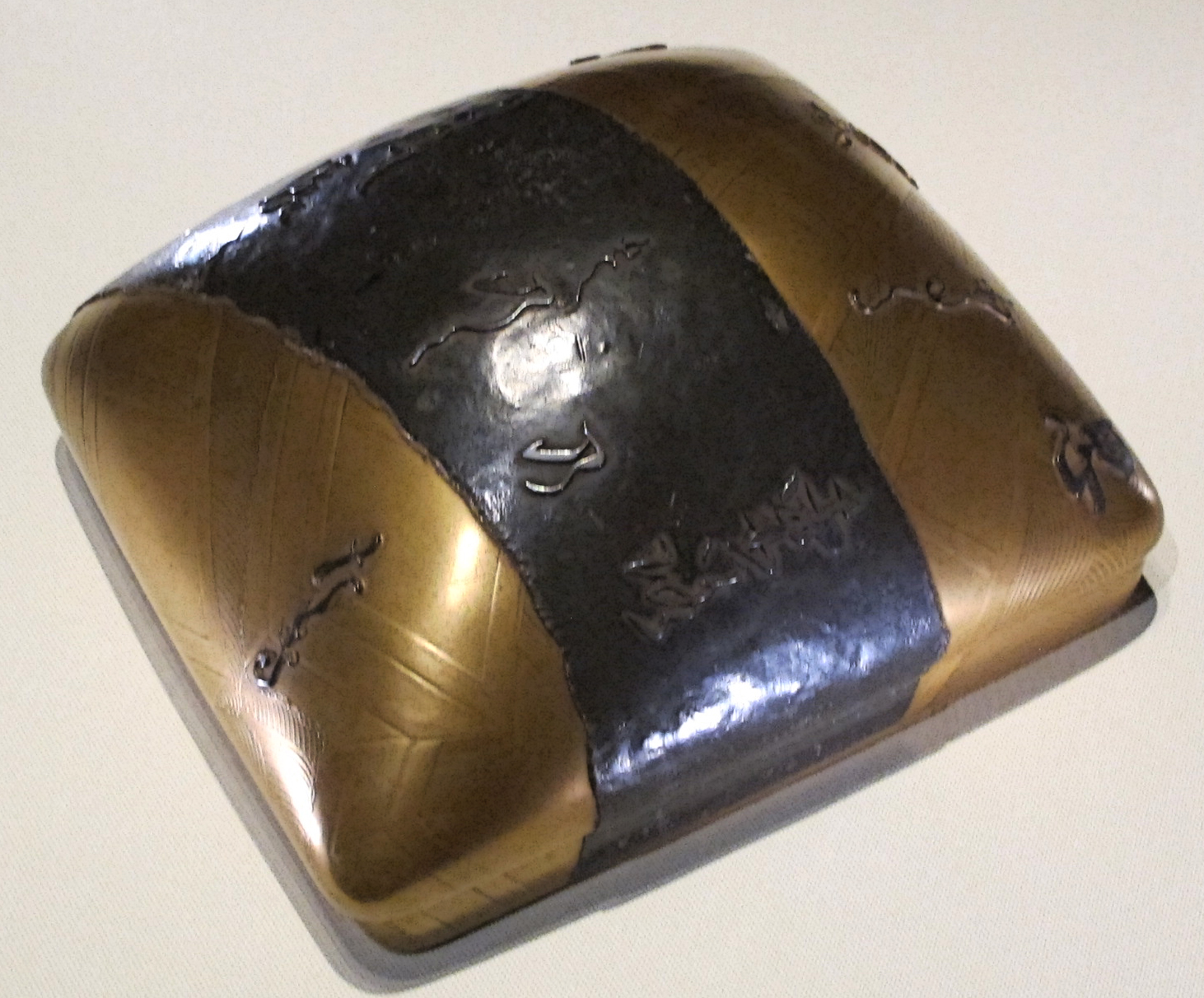
«Міст човнів»